# Michael Johnson (calciatore luglio 1973)
Michael Owen Johnson (Nottingham, 4 luglio 1973) è un allenatore di calcio, dirigente sportivo ed ex calciatore giamaicano, di ruolo difensore.

## Palmarès

### Club

#### Competizioni internazionali
- Coppa Anglo-Italiana: 1

Notts County: 1994-1995